# كيفن أوتول
كيفن أوتول (بالإنجليزية: Kevin O'Toole)‏ هو لاعب كرة قدم أمريكي في مركز الدفاع، ولد في 14 ديسمبر 1998 في مونتكلير ‏ في الولايات المتحدة. لعب مع نيويورك ريد بولز.

## وصلات خارجية
- كيفن أوتول على موقع الدوري الأمريكي (الإنجليزية)
- كيفن أوتول على موقع قاعدة بيانات كرة القدم.إي يو (الإنجليزية)
- كيفن أوتول على موقع Soccerway.com (الإنجليزية)